# 八戸市立中沢中学校
八戸市立中沢中学校（はちのへしりつ なかさわちゅうがっこう）は、青森県八戸市南郷にある公立の中学校。

## 沿革
- 1947年（昭和22年）
  - 4月1日 - 中沢村立市野沢小学校校舎に併設する形で、中沢村立中沢中学校開校[1]。
  - 4月21日 - 開校式挙行[1]。
- 1949年（昭和24年）4月8日 - 新校舎落成[1]。
- 1952年（昭和27年）5月23日 - 体育館落成[1]。
- 1957年（昭和32年）4月1日 - 昭和の大合併による南郷村誕生により、南郷村立中沢中学校と改称。
- 1964年（昭和39年）12月9日 - 特別教室2（理科室・技術室）落成[1]。
- 1965年（昭和40年）10月30日 - 特別教室1（家庭科室）落成[1]。
- 2003年（平成15年）4月1日 - 増田中学校を統合。
- 2005年（平成17年）3月31日 - 南郷村が八戸市に合併された為、八戸市立中沢中学校と改称。
- 2017年（平成29年） - 創立70周年を迎える。

## 生徒数
2020年（令和2年）5月1日時点。
| 学年 | 1年 | 2年 | 3年 | 特別支援   | 合計 |
| ---- | --- | --- | --- | ---------- | ---- |
| 学級 | 1   | 1   | 1   | 1          | 4    |
| 生徒 | 29  | 30  | 18  | 1 （内数） | 77   |

### この節の出典
- 学校カルテ（中沢中学校） (PDF)  - 八戸市
- Gaccom八戸市立中沢中学校（生徒数）

## 部活動
- サッカー部
- 陸上競技部
- 女子バスケットボール部
- 卓球部
- ジャズバンド部

## 通学区域
- 八戸市立南郷小学校の通学区域
  - 上平
  - 市野沢1班から11班
  - 黄檗
  - 市野沢団地
  - 中学校通り
  - 松内場長根
  - 大渡
  - 笹子
  - 田ノ沢
  - 中丿沢
  - 馬場瀬
  - 泥障作
  - グリーンタウン
  - 中央団地
  - 七枚田
  - 中谷地
  - 根子久保
  - 下洗1班から2班
  - 孫次郎
  - 下家前
  - 大蕨
  - 向家前
  - 内丸
  - 中野
  - 諏訪
  - 治仏塚
  - 半堂
  - 狐久保
  - 泥ノ木
  - 大平1班から2班
  - 上大森
  - 中大森
  - 下大森
  - 向大森
  - 長森
  - 中小花
  - 鳩田
  - 鶏島
  - 田屋久保
  - 人形森
  - 東新田
  - 中新田
  - 西新田